# Antonio Scaglione
Antonio Scaglione va ser un arquitecte sicilià del segle xvi, conegut per les seves obres d'estil gòtic, que va continuar impulsant després que l'arquitectura renaixentista l'havia superada en popularitat.
L'Església de Santa Maria de Porto Salvo a Palerm, començada en estil renaixentista per Antonello Gagini (1478-1536), va ser completada per Scaglione en estil gòtic. En concret, va treballar amb Antonio Belguardo realitzant l'absis.